# Barxela (Petín)
Barxela es una aldea situada en la parroquia de Santa María de Mones, del municipio español de Petín, en la provincia de Orense, Galicia.

## Demografía
| Gráfica de evolución demográfica de Barxela entre 2000 y 2023 |
|                                                               |
| Datos según el nomenclátor publicado por el INE.              |